# Adidas International 2000
L'Adidas International 2000 è stato un torneo di tennis giocato sul cemento. È stata la 108ª edizione del Torneo di Sydney, che fa parte della categoria International Series nell'ambito dell'ATP Tour 2000 e della categoria Tier II nell'ambito del WTA Tour 2000.
Sia il torneo maschile che quello femminile si sono giocati al NSW Tennis Centre di Sydney di Australia,
dal 10 al 16 gennaio 2000.

## Campioni

### Singolare maschile
Lleyton Hewitt ha battuto in finale  Jason Stoltenberg con il punteggio di 6–4, 6–0

### Singolare femminile
Amélie Mauresmo ha battuto in finale  Lindsay Davenport con il punteggio di 7–6, 6–4

### Doppio maschile
Todd Woodbridge /  Mark Woodforde hanno battuto in finale  Lleyton Hewitt /  Sandon Stolle con il punteggio di 6–4, 6–2

### Doppio femminile
Julie Halard-Decugis /  Ai Sugiyama hanno battuto in finale  Martina Hingis /  Mary Pierce con il punteggio di 6–0, 6–3